# Caliza de Solnhofen

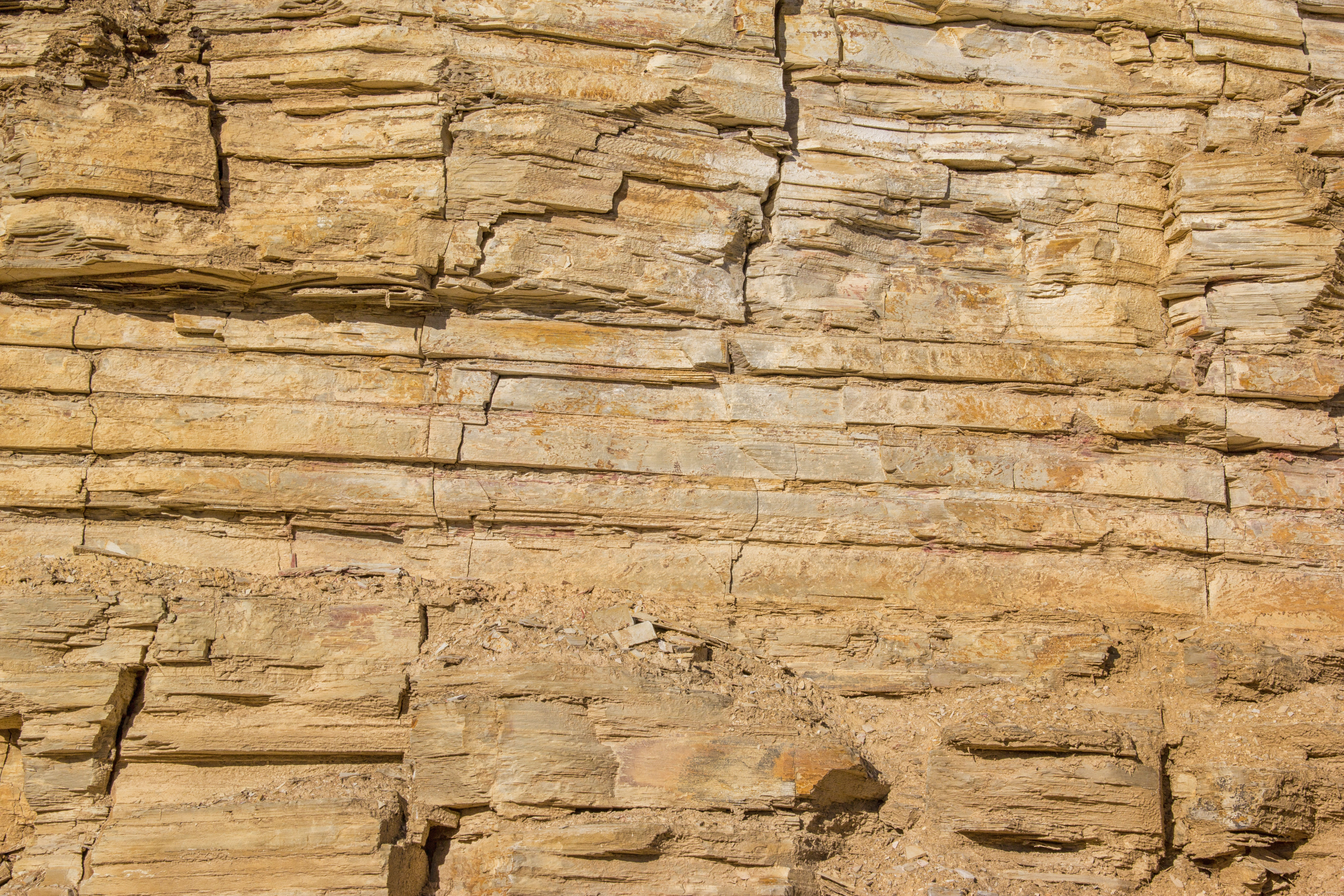
Afloramiento de calizas tableadas de Solnhofen en una cantera (detalle).

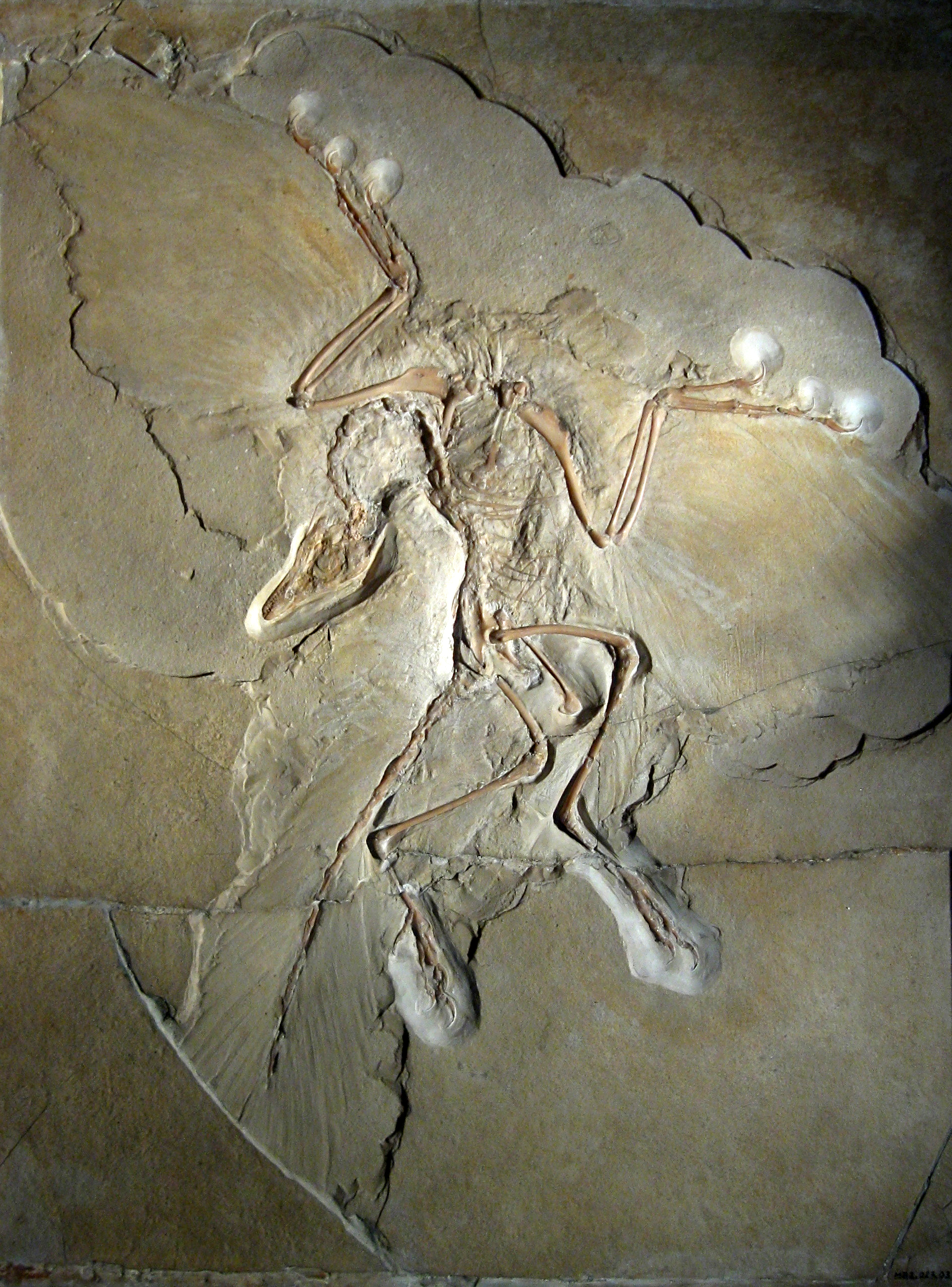
Archaeopteryx lithographica, «ejemplar de Berlín».

La caliza de Solnhofen (Calizas tableadas de Solnhofen, en alemán Solnhofener Plattenkalk) es el miembro superior de la Formación Solnhofen, de edad Titoniense (Jurásico Superior), de hace entre 150 y 145 millones de años aproximadamente. En estas calizas se preserva un conjunto de fósiles muy variado y de excepcional estado de conservación («Konservat-Lagerstätte»), algunos de los cuales proceden de organismos que no suelen fosilizar, como las medusas. Otros, como los de Archaeopteryx, un ave primitiva, se conservan con tal detalle que se encuentran entre los más bellos y famosos fósiles del mundo. Las capas de caliza de Solnhofen se ubican en el distrito de Eichstätt, estado de Baviera, Alemania, a medio camino entre Núremberg y Múnich, en afloramientos dispersos por un área de más de 100 km de largo por 25 de ancho. Reciben su nombre de la localidad de Solnhofen.
Ha sido intensamente explotada, en grandes canteras, desde antiguo para su uso en solados, fachadas y cubiertas. Algunas facies presentan una textura de grano muy fino y adecuada para su uso como placas litográficas, motivo por el que también fueron, desde el siglo XIX, muy demandadas —el nombre del ave primitiva Archaeopteryx lithographica, expresa precisamente esta aplicación de la roca—.
Los fósiles son muy escasos y aparecen dispersos por toda la zona, no habiendo ningún yacimiento delimitado, sólo la intensa actividad minera ha permitido la obtención del elevado número de ejemplares conocido (Malz, 1976).

## Paleoambiente y tafonomía

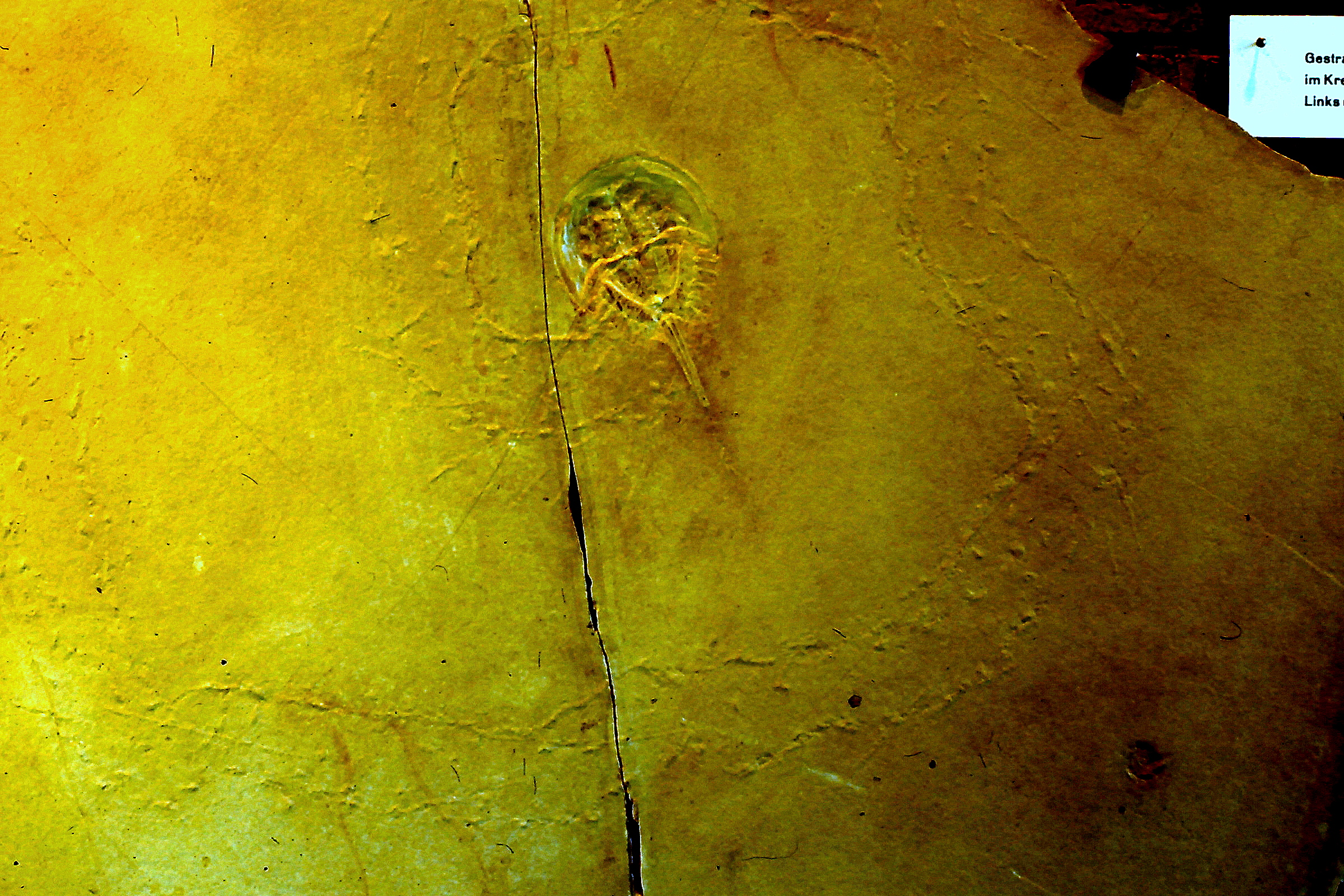
Mesolimulus walchi, un xifosuro: ejemplar que conserva la traza de sus últimos pasos antes de fallecer.

Durante el Jurásico superior, esta área fue un archipiélago en el margen del mar de Tetis. Este ambiente incluía lagunas de aguas tranquilas, limitado intercambio con el mar abierto y la salinidad tan elevada, debido a la evaporación, que la salmuera resultante no era apta para la mayoría de las formas de vida. Las capas inferiores de agua eran anóxicas, por lo que no estaban pobladas por los habituales depredadores y carroñeros bentónicos, de modo que cualquier organismo que cayera, se deslizara, o fuera arrastrado por las corrientes a estas lagunas desde el mar abierto o desde tierra moría rápidamente y acababa enterrado en un fino fango carbonatado. Por ello, la mayoría de los restos orgánicos se conservaron intactos, al no ser alimento de animales carroñeros ni alterados por las corrientes. Se conservan, por ejemplo, impresiones de plantas terrestres, alas de libélulas y plumas.
Una macabra característica de estos yacimientos son los registros de la agonía de bastantes especímenes: en el sedimento se ven las huellas de los últimos movimientos y estertores de algunos crustáceos y peces junto a sus restos, especialmente un xifosuro, cuya carcasa fosilizada se encuentra en el centro de una amplia huella espiral que dejó con sus últimos pasos antes de morir (Malz, 1976).
A veces, las lagunas se secaban casi completamente, dejando al descubierto los pegajosos fangos de carbonato donde quedaban atrapados insectos e incluso pequeños dinosaurios.
El análogo actual más cercano a las condiciones hipersalinas anóxicas del Jurásico de Solnhofen es la cuenca de Orca en el norte del golfo de México, aunque la zona es mucho más profunda que las antiguas lagunas de Solnhofen (Barthel, Swinburne y Conway-Morris, 1990).

## Paleobiota

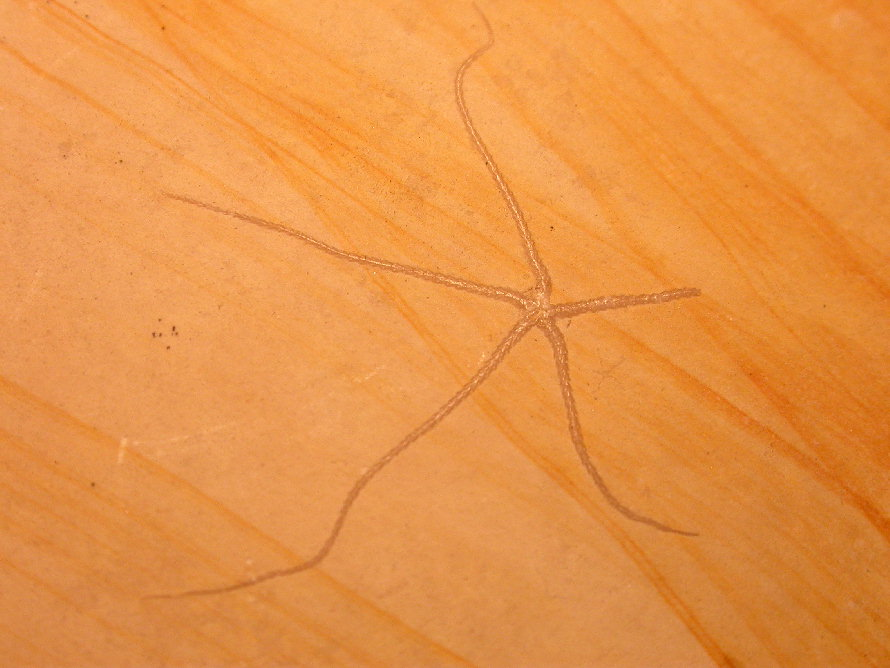
Geocoma carinata, un ofiuroideo de Solnhofen.

Se han identificado más de 600 especies, incluyendo plantas, crinoideos, belemnites, ammonites, crustáceos, insectos, peces, tiburones, lagartos, tortugas, veintinueve especies de pterosaurios —con tallas que van desde el tamaño de un gorrión a los 1,2 m de longitud—, dinosaurios y aves (dos especies de Archaeopteryx).